# Technická památka
Jako technická památka se označují památky, jež dokládají vývoj vědy, výroby a techniky na určitém území. Mezi takové památky může být zařazena již nevyužívaná stavba, technické zařízení nebo technické řešení, objekt, areál či movitá věc. Kritérií pro zařazení pamětihodnosti mezi technické památky je mnoho, mezi nimi například stáří objektu, historický kontext v souvislosti s výrobou v oblasti, unikátnost nebo typovost objektu, urbanické či krajinotvorné souvislosti, technologický kontext výroby a jejího řetězce od těžby až k finálnímu výrobku, apod.

## Industriální památky
Industriální památka je taková technická památka, která spadá obdobím svého vzniku do období průmyslové revoluce a vztahuje se především k průmyslovému sektoru.

## Technické památky v Česku
Mezi technické památky Česka patří například přečerpávací elektrárna Dlouhé stráně, ruční papírna ve Velkých Losinách, mincovna Kutná Hora a další.

## Technické památky ve světě
Mezi zahraniční technické památky patří například solný důl ve Věličce v Polsku, Semmerinská železnice v Rakousku, most Golden Gate v americkém San Franciscu atd.